# Manuel Ausó
Manuel Ausó y Monzó (Alicante, 8 de diciembre de 1814-Alicante, 25 de enero de 1891) fue un médico, espiritista, homeópata y periodista español.

## Biografía
Nació el 8 de diciembre de 1814 en Alicante. Catedrático de Historia natural en el Instituto de Alicante, Presidente del Ateneo de Alicante, en 1868 creó una Sociedad Alicantina de Estudios Psicológicos. Miembro de la masonería y de ideología republicana unitaria, fue defensor de la homeopatía y el espiritismo, así como colaboró en publicaciones como Fígaro, La Revolución, La Humanidad, El Agente de Alicante o La Revelación, esta última una revista espiritista de la que fue director. Falleció el 25 de enero de 1891, en su ciudad natal.
En su recuerdo, la ciudad de Alicante tiene una calle con su nombre.